# Pieter Neefs (II)

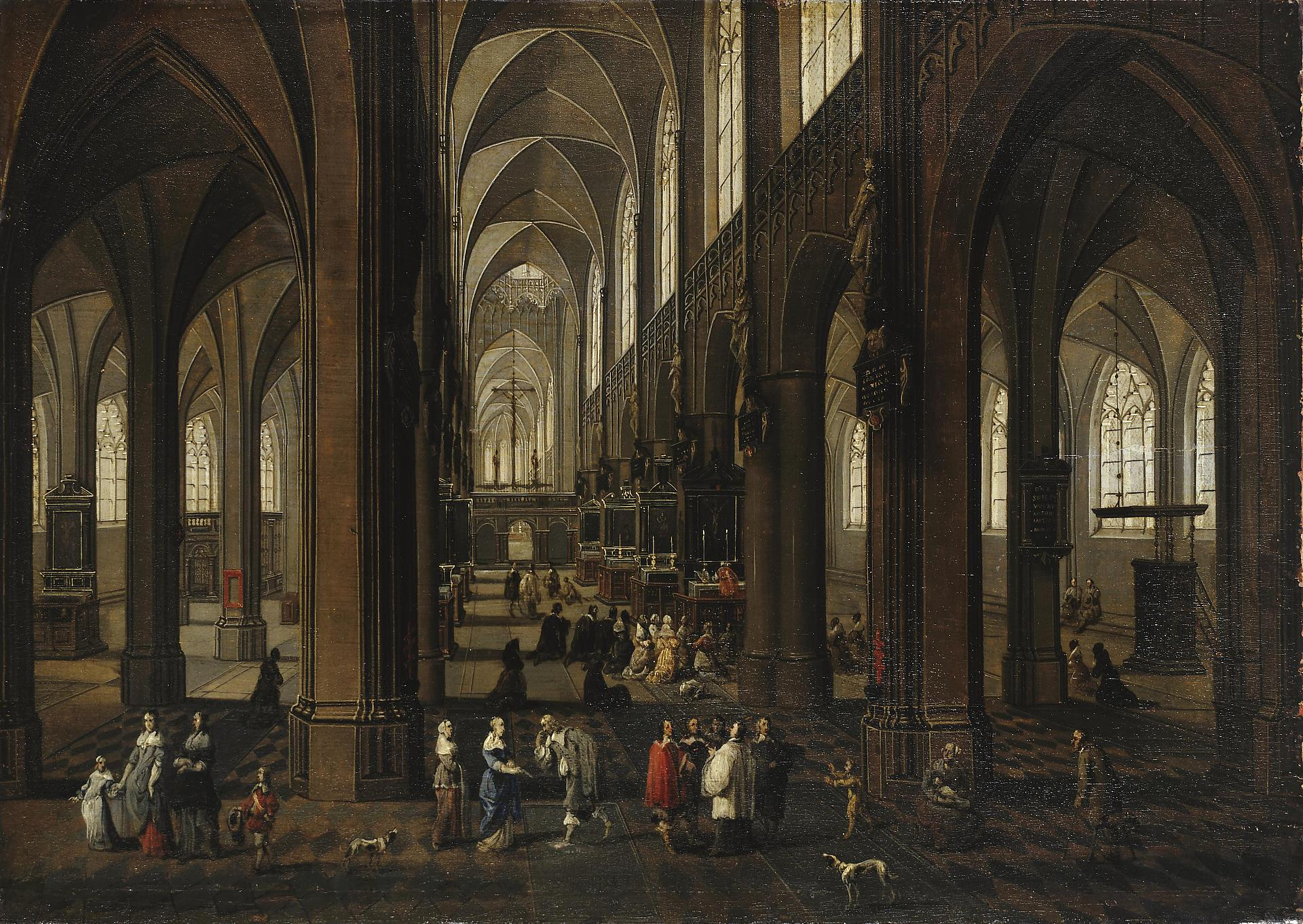
Interieur van de Onze-Lieve-Vrouwekathedraal (Antwerpen) door Pieter Neefs (II) en Frans Francken (III) (circa 1659)

Pieter Neefs bekende varianten zijn Nefs Neffs, Peeter, Peter, Pieter Neefs (II), Pieter Neefs de Jongere (Antwerpen, 1620 - na 1659) was een Zuid-Nederlands kunstschilder. Hij is vooral gekend van zijn architecturale schilderingen van kerkinterieurs. Zijn vader, Pieter Neefs de Oudere (1578- 1656) en zijn broer Ludovicus schilderden ook veel kerkinterieurs. Daardoor is het soms moeilijk om schilderijen aan een van de drie toe te wijzen.
Niet alle architecturale schilderingen die hij maakte waren naar de werkelijkheid. In de jaren 1660 werd er veel denkbeeldige architectuur geschilderd in Antwerpen door Neefs en andere schilders. 
- Biografisch Portaal: 45915735
- Gemeinsame Normdatei: 1205493263
- RKD-Nederlands Instituut voor Kunstgeschiedenis: 59043
- Union List of Artist Names: 500015771
- Virtual International Authority File: 95777759
- WorldCat: E39PBJvd3yDF66WdQRBJ7hF9Xd